# Буће
Бућа (итал. Bucchia) је позната и богата трговачка и властелинска породица из средњовјековног Котора, протовестијари код српских владара, а која је од цара Душана примљена у властелу, док су у граду Дубровнику били вијећници. Од брата француског краља, Шарла де Валоа (преко Трифуна Буће) су добили дозволу да на породични грб поставе љиљанов цвијет (знак француских краљева). Како су Буће биле тијесно повезане са трговачким породицама у Дубровнику (као и са самим градом) протовестијарска традиција ове породице се наставила и касније, на двору Твртка I Котроманића (који је и сребрни новац Краљевине Босне ковао у которској ковници). Ова породица спада у одређен број каснијих, вишевјековних патрицијских породица, као што су: Бисанти, Болице, Драго, Гимани, Главати, Бугон итд.

## Успон Бућа
У Краљевини Србији и Душановом Царству, Зета је имала улогу, несразмјерно већу од њеног пространства, захваљујући приморским градовима (какав је био и Котор) и њиховој привреди, као и грађанима са њиховим знањем и способностима. По природи свог посла породица Бућа је била упућена на удруживање и сарадњу са трговцима из разних градова, а међу њима су постојала мјешовита трговачка друштва и узајамна кредитирања. У развијеној пословној сарадњи између Дубровчана и Которана (који су били повезани и бројним женидбеним и сродничким везама) значајни Которани су постајали дубровачки грађани и властела. Такав је случај био и са породицом Бућа (Драго, Катена и др). Буће су имали интересе о оба града (имања, али и двоструке обавезе). Тешкоће би се појавиле само у случајевима када би између та два града долазило до непријатељстава.

## Политички утицај породице
Ова богата трговачка породица, била је најутицајнији политички елеменат у граду Котору, а могла је утицати и на политику Дубровника и других трговачких центара. Интереси породице Бућа издизани су на висину политичких интереса града, тако да су утицали на доношење одлука и уговора са страним градовима (вјероватно су најзначајније породице у граду тако имале утицаја и на два уговора са Дубровником, које је Котор склопио у XIII вијеку: 1257. и 1279. године, а самим тим и на однос државе Србије према дубровачким трговцима). Треба напоменути и то да је у 14 вијеку положај Венецијанаца у српској држави, рјешаван баш кроз уговоре између Котора и Венеције. Појединци из породице Бућа су тако добили значајну улогу на двору Немањића (руководиоци финансија, са титулом протовестијара, на двору су обично били значајни и утицајни трговци из Дубровника и Котора).

### Трифун Бућа
Трифун Бућа (Трипе Михов) трговац, закупац царина и утицајна личност на двору, био је и посланик српског краља Милутина (на двору папе у Авињону и код брата француског краља Карла де Валоа). Касније, преко њега, од Стефана Дечанског Дубровчани покушавају да добију признање Стона и Пељешца.

### Никола Бућа
Никола Бућа је био заповједник которских оклопника „младог краља“ (принца) Душана, у бици код Велбужда, 1330. године. Потом је добио и звање протовестијара (министра финансија) на двору краља и цара Душана. Код истог господара је обављао послове посланика у Венецији.

### Михаило Бућа
Михаило Бућа (Михо Бућа, брат Николе Буће) обављао је дужност посланика краља Милутина, у Дубровнику и цара Душана, у Венецији. Један је од најбогатијих људи у Котору свога доба и власник многих кућа и имања у граду и околини.

### Трипе Миховић Бућић
Наведен је као дворјанин цара Уроша.

## Палате породице Бућа

### Палата Бућа
Палата ове породице се налазила на западној страни Трга од брашна у Котору. Највјероватније је саграђена почетком XIV вијека, али су касније преправке и земљотрес из 1667. године утицале на њену аутентичну монументалност (подијељена је најприје на три дијела и оправљана од стране нових власника по њиховим могућностима и жељама). Послије обнове од земљотреса из 1979. године, на палати су откривени су трагови президаних романо-готичких прозора и врата.

### Палата Тре сореле
Палата Тре сореле налази се у Прчању. Била је летњиковац породице Бућа и верује се да је саграђена у 15. веку. На прочељу палате, изнад прозора на првом спрату, могу се видети грбови породице. Према речима хералдичара Леонида Кампеа, може се претпоставити да је овај летњиковац припадао наследницима Трифуна Буће и да су на грбовима кринови које је Трифуну доделио француски краљ Шарл од Валоа.
- Грб са портала Палате Бућа (Поморски музеј Црне Горе, Котор)
- Грбови на Палати Тре сореле у Прчању